# Clair Bee
Clair Francis Bee (Grafton, Virginia Occidental, 2 de marzo de 1896 - Cleveland, Ohio, 20 de mayo de 1983) fue un entrenador de baloncesto, béisbol y fútbol americano estadounidense que ejerció en la NCAA y en la NBA. Es Basketball Hall of Fame desde el año 1968.

## Trayectoria

### Fútbol americano
- Rider Broncs
- Long Island Blackbirds (1940)

### Baloncesto
- Rider Broncs (1928–1931)
- Long Island Blackbirds (1931–1943)
- Long Island Blackbirds (1945–1951)
- Baltimore Bullets (1952–1954)

### Béisbol
- Rider Broncs (1929)
- Long Island Blackbirds (1934-1939)

## Premio con su nombre
Se entrega un premio con su nombre, el Clair Bee Coach of the Year Award que premia al entrenador en activo de la División I de la NCAA que más contribuciones significativas haya aportado al deporte del baloncesto durante el año precedente. 